# Теодорих (антипапа)
Теодорих (умер в 1102) — антипапа в 1100 — 1101 годах, противник Пасхалия II.

## Биография
После смерти антипапы Климента III (8 сентября 1100 года) его сторонники тайно встретились ночью в соборе святого Петра и избрали папой кардинала Теодорико, епископа Альбано. Антипапа Теодорих тотчас покинул Рим, но через три с половиной месяца был схвачен приверженцами Пасхалия II. Последний заключил Теодориха в монастыре Ла-Кава. Согласно эпитафии в крипте монастыря бывший антипапа умер в Ла-Кава в 1102 году.